# Андлар
Андла́р (фр. Andelarre) — коммуна во Франции, находится в регионе Франш-Конте. Департамент — Верхняя Сона. Входит в состав кантона Везуль-Уэст. Округ коммуны — Везуль.
Код INSEE коммуны — 70019.

## География
Коммуна расположена приблизительно в 320 км к юго-востоку от Парижа, в 40 км севернее Безансона, в 6 км к юго-западу от Везуля.
Около половины территории коммуны покрыто лесами.

## Население
Население коммуны на 2010 год составляло 119 человек.
| 1962 | 1968 | 1975 | 1982 | 1990 | 1999 | 2010 |
| ---- | ---- | ---- | ---- | ---- | ---- | ---- |
| 52   | 54   | 102  | 128  | 136  | 128  | 119  |

## Администрация
| Период | Период | Фамилия              | Партия | Примечания |
| ------ | ------ | -------------------- | ------ | ---------- |
| 2001   | 2008   | Жан-Жозеф де Валикур |        |            |
| 2008   | 2014   | Жан-Клод Гайар       |        |            |

## Экономика

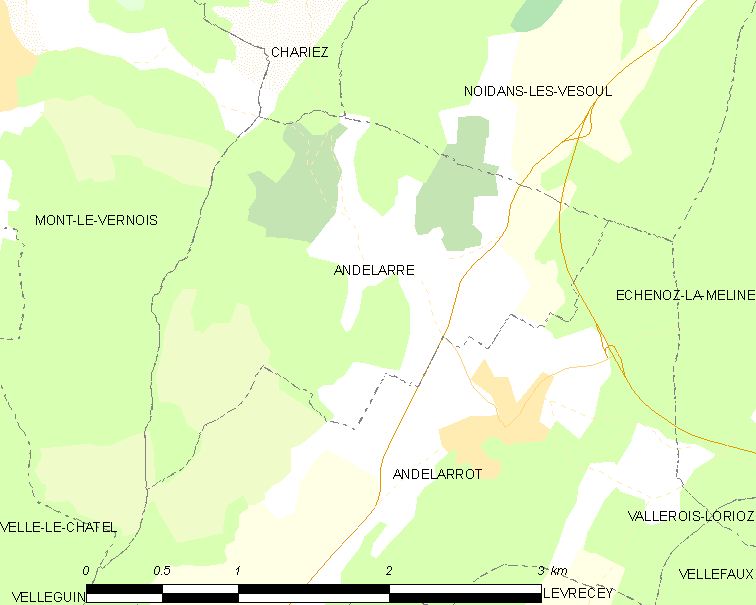
Карта коммуны

В 2010 году среди 72 человек трудоспособного возраста (15—64 лет) 45 были экономически активными, 27 — неактивными (показатель активности — 62,5 %, в 1999 году было 76,1 %). Из 45 активных жителей работали 44 человека (26 мужчин и 18 женщин), безработным был 1 мужчина. Среди 27 неактивных 9 человек были учениками или студентами, 16 — пенсионерами, 2 были неактивными по другим причинам.